# Episodi di Doom Patrol (seconda stagione)
La seconda stagione della serie televisiva Doom Patrol, composta da 9 episodi, è stata distribuita in contemporanea sui servizi streaming DC Universe e HBO Max dal 25 giugno al 6 agosto 2020.
Fu originariamente intesa come stagione composta da 10 episodi, ma solo 9 furono completati prima dell'interruzione delle riprese imposta a causa della pandemia da COVID-19.
In Italia la stagione è stata interamente pubblicata su Prime Video il 28 settembre 2020.
| nº | Titolo          | Pubblicazione USA | Pubblicazione Italia |
| -- | --------------- | ----------------- | -------------------- |
| 1  | Fun Size Patrol | 25 giugno 2020    | 28 settembre 2020    |
| 2  | Tyme Patrol     | 25 giugno 2020    | 28 settembre 2020    |
| 3  | Pain Patrol     | 25 giugno 2020    | 28 settembre 2020    |
| 4  | Sex Patrol      | 2 luglio 2020     | 28 settembre 2020    |
| 5  | Finger Patrol   | 9 luglio 2020     | 28 settembre 2020    |
| 6  | Space Patrol    | 16 luglio 2020    | 28 settembre 2020    |
| 7  | Dumb Patrol     | 23 luglio 2020    | 28 settembre 2020    |
| 8  | Dad Patrol      | 30 luglio 2020    | 28 settembre 2020    |
| 9  | Wax Patrol      | 6 agosto 2020     | 28 settembre 2020    |

## Fun Size Patrol
- Diretto da: Christopher Manley
- Scritto da: Jeremy Carver e Shoshana Sachi

### Trama
Nel 1927, in un circo di Londra, una giovane ragazzina viene fatta esibire come spettacolo da baraccone sotto la denominazione "ragazza con la faccia da scimmia". La ragazza possiede il potere di evocare nella realtà le creature della propria immaginazione e tale capacità viene sfruttata fino a quando la giovane, terrorizzata per la sua vita da prigioniera, viene convinta da un'oscura voce all'interno della sua mente ad esprimere un desiderio. Subito dopo aver espresso il desiderio di fare in modo che la sua prigionia finisca, tutti i presenti allo spettacolo circense vengono uccisi, fatta eccezione per un giovane Niles Caulder che ha assistito alla scena. La ragazza si rivela essere la stessa Dorothy salvata alla fine della prima stagione. 
Nel presente, la Doom Patrol sembra aver ripreso la vita di tutti i giorni, anche se, con l'unica eccezione di Larry, tutti si ritrovano ancora di dimensioni ridotte. In considerazione dei problemi che ciò comporta, il gruppo trascorre le giornate all'interno del plastico in miniatura di Cliff, mentre Larry sperimenta con la chimica, alla ricerca di un modo per riportare tutti quanti delle proprie dimensioni originarie. Tutti i tentativi fatti finora, tuttavia, si rivelano infruttuosi, e Caulder prende in considerazione l'idea di risolvere il problema affidandosi alla magia: evoca quindi Kipling, ma quest'ultimo chiede in cambio un ciondolo dal valore apparentemente inestimabile che Caulder indossa al collo e dal quale quest'ultimo non è disposto a separarsi. 
Nel frattempo, Jane affronta le proprie personalità dell'Underground, che le rinfacciano il suo recente abuso di droga e suggeriscono che "è ora di cambiare". Vic, anche lui di dimensioni ridotte come il resto del gruppo, cerca di insegnare a Rita a controllare il suo potere elastico, mentre Cliff sfoga la propria frustrazione ed affronta la propria deprimente realtà da robot facendo a pugni con i ratti della Doom Mansion e riparando una minicar giocattolo. Quest'ultima diventa un'occasione per rievocare i ricordi della sua vita passata tra le piste, tuttavia, durante un giro di prova con Dorothy, Cliff rievoca nella propria memoria l'incidente che lo ha ridotto nello stato attuale. In un momento di disorientamento, Cliff scaccia malamente la piccola Dorothy, che, stravolta, scappa via.
La piccola Dorothy, ben presto ritrovata dal gruppo, subisce un ulteriore trauma emotivo dopo aver assistito ad una scena che sottolinea come la natura animale applica la legge del più forte. Ciò concede alla voce oscura all'interno della sua mente l'occasione di parlarle nel tentativo di convincerla ad esprimere un altro desiderio, ma Caulder, dopo alcuni tentativi, riesce a far rinsavire la bambina.
Poco dopo, l'intero gruppo si ritroverà improvvisamente alle proprie dimensioni originarie: Caulder, seppur con riluttanza, ha accettato il patto di Kipling, rinunciano al proprio ciondolo. Una discussione tra i due, che la piccola Dorothy finisce con l'origliare accidentalmente, lascia intendere che allo scienziato noto come Niles Caulder resti ormai poco da vivere.

## Tyme Patrol
- Diretto da: Harry Jierjian
- Scritto da: April Fitzsimmons e Neil Reynolds

### Trama
Un giovane Niles Caulder, nel 1927, assiste allo spettacolo circense di Londra e si rende testimone dell'orrore scaturito dal desiderio espresso da Dorothy: nel momento in cui la ragazza esprime il suo desiderio, un'enorme creatura mostruosa fatta di cera, il Candlemaker, emerge nella realtà uccidendo senza pietà tutti i presenti. Caulder, oltre alla giovane ragazza che lui riconosce come la figlia perduta della quale era alla ricerca da diverso tempo, sono gli unici sopravvissuti. Seppur con una certa riluttanza, Caulder, dopo anni, deciderà di affidare Dorothy a Danny the Street, in modo che lei sia al sicuro dal resto del mondo, e che il mondo sia al sicuro da lei e dal suo terrificante potere.
Nel presente, Caulder spiega di aver passato gran parte della propria vita alla ricerca di un mezzo per poter ottenere l'immortalità, al solo scopo di poter vegliare e sopravvivere a Dorothy, e di impedire che quest'ultima possa scatenare la fine del mondo. Rita, Larry, Jane e Cliff altro non sono che il risultato di esperimenti falliti, compiuti allo scopo di sopperire al potere del talismano che gli ha finora permesso di vivere oltre 130 anni, ma non è mai stato un mezzo col quale avrebbe potuto vivere per sempre. In ogni caso, ora che è privo del talismano (ceduto a Kipling alla fine dell'episodio precedente), lo scienziato spiega di essere destinato a morire nel giro di breve tempo. 
Il gruppo sembra comprendere che, in fondo, le azioni di Caulder sono state guidate dall'amore che nutre nei confronti della figlia. Tuttavia, Cliff si scontra con lo scienziato rinfacciandogli di averlo condannato a non poter più sentire l'abbraccio di un'altra persona e di aver condannato Clara a crescere senza un padre. Ripresa quindi la ricerca di un mezzo per poter prolungare ulteriormente la propria esistenza, Caulder vorrebbe sfruttare le proprietà del continuinium, un rarissimo elemento in grado di piegare il tempo, ma del quale possiede una quantità del tutto insufficiente per i suoi scopi. Rita, Jane e Cliff vengono convinti ad infiltrarsi nella capsula spazio-temporale del Dott. Jonathan Tyme per sottrargli il preziosissimo minerale, tuttavia la missione non solo non avrà successo, ma rievocherà dei terribili ricordi in Cliff e Jane: il primo si ritroverà a dover rivivere le memorie della propria creazione, mentre Jane rievocherà i ricordi di Miranda, una delle sue tante personalità che ebbe il ruolo di Principale prima di Jane e che si uccise gettandosi nel pozzo dell'Underground anni prima.
Alla fine dell'episodio, Cliff riesce ad ottenere una videoconfessione nella quale Caulder racconta per filo e per segno tutto ciò che ha fatto per creare Robotman. Larry, essendo venuto a conoscenza della morte di uno dei suoi figli, si presenta al funerale di quest'ultimo e rivela la propria identità all'altro figlio ancora vivo, Paul. Vic, che nel frattempo ha deciso di lasciare il gruppo per pensare un po' a sé stesso e affrontare il trauma subito a causa di Mr. Nobody, fa la conoscenza di Roni, una giovane ragazza caratterizzata da un passato con l'esercito.

## Pain Patrol
- Diretto da: Samira Radsi
- Scritto da: Tom Farrell e Tamara Becher-Wilkinson

### Trama
Nel 1888, un Caulder ragazzino incontra Red Jack, un essere interdimensionale che si sostenta grazie al dolore che infligge alle proprie vittime. L'essere, che passerà poi alla storia come Jack lo Squartatore, uccide una giovane donna sotto gli occhi dello scienziato. Nel presente, Caulder riceve una lettera da parte di Red Jack insieme ad un frammento delle bende di Larry, lasciando intendere che quest'ultimo sia stato rapito dall'essere. Red Jack vorrebbe convincere Caulder a diventare un suo apprendista e gli offre, in cambio, l'immortalità, ma lo scienziato rifiuta. Come conseguenza, Jack decide quindi di attaccare Niles, Rita e Larry, ma Caulder riuscirà a fermare la sua follia. Nel frattempo, Dorothy, giocando con i suoi amici immaginari, getta accidentalmente a terra Danny il mattone, rompendolo.
Cliff si convince a rivelare la propria esistenza alla figlia Clara, ma la rivelazione spinge quest'ultima, incredula, ad allontanarlo con l'intervento della polizia. Jane viene affrontata nell'Underground dalle altre personalità, le quali vorrebbero a tutti i costi che lei abbandonasse Caulder e la Villa Doom, pena la perdita del suo status come Principale.
Il rapporto tra Vic e Roni prosegue tra alti e bassi. Caulder, mosso dalle parole di Cliff del precedente episodio, comincia ad elaborare degli schemi per "Robotman 2.0".

## Sex Patrol
- Diretto da: Omar Madha
- Scritto da: Eric Dietel e Tanya Steele

### Trama
Il team riceve una visita inaspettata da parte dei Dannyzens, che propongono di tenere un party per salvare Danny il mattone. Vic, intanto, ritorna alla Villa Doom, mentre Rita chiede consiglio a Flex Mentallo per ottenere una migliore padronanza sul suo potere. Flex finisce con l'usare i suoi poteri per dare a Rita un altro orgasmo, attirando tuttavia l'attenzione di un demone pervertito noto come Mr. Evans. Un'unità del Pentagono dedita alla caccia del demone irrompe nella Villa Doom, spiegando che Mr. Evans ha intenzione di mettere al mondo un essere il cui pianto comporterà la morte di tutti i bambini del mondo.
Caulder affronta un Cliff depresso per via del disastroso incontro avuto con la figlia nel precedente episodio e gli offre di versare un po' di ecstasy nel suo serbatoio per lasciargli godere il party. Hammerhead e le varie personalità di Jane, avendo come obiettivo primario quello di proteggere la personalità bambina di Kay, sventano il piano di Mr. Evans. In seguito si affrontano su quale personalità debba ottenere il ruolo di Principale, tuttavia, dopo una serie di peripezie, giungono alla conclusione che Jane sia l'unica effettivamente tagliata per avere tale ruolo.
Danny, ricostituito, diventa una ruota e, dopo aver ringraziato il team, si teletrasporta via insieme al resto dei Dannyzens.

## Finger Patrol
- Diretto da: Glen Winter
- Scritto da: Chris Dingess e Shoshana Sachi

### Trama
Una Jane riluttante spiega a Caulder che il suo abuso di droghe e la sua decisione di rimanere nella Villa Doom l'ha messa contro tutte le altre personalità dell'Underground. Al suggerimento di Caulder di disegnare una nuova mappa dell'Underground, Baby Doll emerge in superficie. Niles propone quindi alla personalità infantile di Baby Doll di fare amicizia con Dorothy, la quale materializza Manny, una delle sue personalità immaginarie. Sebbene a Baby Doll venga chiesto di "comportarsi bene", quest'ultima finisce con l'infastidire la creatura, cosa che irrita Dorothy e la convince a scappare via verso la sua camera.
Rita affronta un'audizione presso una comunità di teatro non lontano dalla Villa Doom, ma, nel bel mezzo della sua esibizione, rievoca brutte memorie che mandano all'aria la sua performance.
Nella Villa Doom, intanto, Cliff scopre i piani di Caulder per Robotman 2.0. Lo scienziato gli spiega che, sebbene potrebbe volerci del tempo, la sua intenzione è di conferire a Cliff il senso del tatto. Cliff, ben sapendo che Caulder potrebbe non vivere a sufficienza per realizzare tale upgrade, decide quindi di parlarne con Vic e con suo padre Silas, ma quest'ultimo non è per nulla motivato ad aiutare il folle scienziato, spiegando che, mentre ciò che ha fatto per Vic è stata una chirurgia necessaria per salvargli la vita, ciò che è stato fatto per Cliff è solo un omicidio.
Larry e Rita si recano in Indiana per conoscere meglio Paul e la sua famiglia, ma quest'ultimo ha venduto il padre al Bureau of Normalcy. Accerchiato, Larry si vede quindi costretto a fuggire sfruttando il potere dello spirito negativo, ma il figlio di Paul rimane coinvolto nella sparatoria che ne consegue.
Vic e Cliff si recano a Detroit. Vic tenta di riallacciare il rapporto con Roni e quest'ultima gli rivela di aver avuto in passato degli upgrade cibernetici da parte del governo, ma di esserne stata privata per aver compiuto degli errori durante lo svolgimento del suo lavoro. Cliff tenta, nel frattempo, di fermare due ladruncoli da strada, ma durante lo scontro il suo braccio comincia ad avere un malfunzionamento che lo porta, nella concitazione dei fatti, ad amputare accidentalmente un dito ad uno dei ladri. Cliff, pensando alla precedente discussione con Caulder, decide di tenere il dito con sé.
Nella Villa Doom, un innocente gioco a nascondino tra Dorothy e Baby Doll finisce col trasformarsi in uno scontro fisico. Reagendo, Baby Doll rinchiude Dorothy nella fornace dei sotterranei della Villa Doom, mentre quest'ultima evoca in aiuto il suo amico immaginario Manny, che però viene ucciso da Baby Doll e Flaming Katy. Distrutta per la morte dell'amico, Dorothy viene convinta dalla voce sempre più incalzante di Candlemaker ad esprimere un desiderio. Nella mente di Jane, Candlemaker fa irruzione nell'Underground e uccide senza pietà le due personalità responsabili della morte di Manny, mentre le altre personalità assistono impotenti alla scena.

## Space Patrol
- Diretto da: Kristin Windell
- Scritto da: Neil Reynolds

### Trama
Cliff torna alla Villa Doom felice per la prospettiva di poter riavere a breve il senso del tatto, ma Caulder è interessato solo a ritrovare Dorothy, che nel frattempo è sparita. Dopo aver messo il dito mozzato in congelatore, Cliff si unisce alla ricerca finché, nel sotterraneo, trova Jane, incosciente ma ancora viva, riversa per terra e col volto completamente ricoperto di cera. Caulder comprende subito che dev'essere stata opera di Dorothy e ribadisce come la bambina sia destinata a distruggere il mondo.
Nel frattempo, un'astronave atterra nelle vicinanze della Villa Doom. Dal suo interno ne emergono i Pionieri dell'Inesplorato, una squadra di esploratori spaziali che Caulder mandò in orbita molti anni prima. Larry fa la conoscenza degli esploratori e scopre che uno di loro, Valentina Vostok, possiede uno spirito negativo del tutto simile al suo, mentre gli altri due, ormai morti da tempo, si muovono solo perché infestati da una muffa aliena che, in ogni caso, non sopravviverà a lungo all'interno dell'atmosfera terrestre. Dopo aver quindi sepolto i due e compreso come Valentina sia diventata un tutt'uno col suo spirito abbandonando la sua umanità, Larry si convince a recarsi nuovamente dalla propria famiglia cercando di farsi perdonare.
Nell'Underground, le personalità di Jane celebrano un funerale per Baby Doll e Flaming Katy, e decidono di seppellirle gettandole nel pozzo. Da quest'ultimo riemerge Miranda, la personalità che si gettò volontariamente anni prima, che ri-acquisisce così il suo ruolo di Principale. Vic ha riallacciato i rapporti con Roni e scopre che i suoi vecchi upgrade cibernetici la stanno lentamente uccidendo.
Dorothy nel frattempo, sentendosi in colpa per aver ucciso Baby Doll, ha sottratto la navicella spaziale dei Pionieri e si è diretta nello spazio. Caulder e Cliff decidono di inseguirla a bordo di una seconda navetta e quest'ultimo riesce a convincerla a tornare sulla Terra. Durante il ritorno, tuttavia, Caulder dichiara di avere altri piani e rispedisce Cliff nella Terra lanciandolo nello spazio.

## Dumb Patrol
- Diretto da: Jessica Lowrey
- Scritto da: Tamara Becher-Wilkinson e Eric Dietel

### Trama
Caulder è atterrato con la navicella spaziale in Yukon. Tenta invano di mettersi in contatto con Slava, la madre di Dorothy, ma finisce invece con l'evocare Candlemaker, che dichiara che la ragazzina gli appartiene e che presto sarà libero di scatenare la sua furia nel mondo.
Miranda ha completamente soppiantato Jane come personalità principale e fa la conoscenza di Larry, Rita, Vic e Roni (quest'ultima invitata nella Villa Doom da Vic). Nel frattempo, al gruppo viene recapitato un misterioso pacco all'interno di una cassa di legno che, nonostante l'avvertenza "non aprire", il gruppo decide comunque di scoperchiare. All'interno trovano il dipinto nel quale erano stati intrappolati Mr. Nobody ed il Cacciatore di Barbe alla fine della prima stagione, anche se i due sono in qualche modo spariti dal quadro. Poco dopo, tuttavia, il gruppo comincia a comportarsi in maniera bizzarra. Kipling, giunto alla Villa Doom, spiega che il quadro è infestato dagli Scants, piccole creature umanoidi che spingono le proprie vittime ad avere idee sempre più bizzarre e stupide al fine di estrarre una sostanza chiamata "idyot". Essendo stati esposti al quadro, l'intero gruppo è stato quindi infettato, ad eccezione di Miranda che, in qualche modo, sembra esserne immune.
Cliff si schianta sulla Terra ancora intero, ma si ritrova costretto a tornare alla Villa Doom a piedi. Durante il tragitto verso casa, si ritrova bloccato per via di un malfunzionamento alle gambe. Tenta quindi invano di mettersi in contatto con i residenti della Villa Doom e, alla fine, temendo di dover passare il resto della sua vita immobilizzato, decide di lasciare un messaggio alla figlia Clara. Tuttavia, dopo un po', diventa nuovamente in grado di camminare e riprende il suo cammino verso la Villa Doom.
Larry, Rita, Vic, Roni e Kipling entrano nel quadro per affrontare gli scants ma vengono catturati. Vengono portati quindi al cospetto della regina che mostra loro gli effetti miracolosi dell'Uma Jelly, il risultato del processo di raffinazione dell'idyot. Miranda, immune all’idiotificazione, affronta la regina e la uccide, liberando il gruppo. Nell'Underground tutte celebrano la vittoria di Miranda, ma alcune delle personalità sono in qualche modo sparite e le rispettive stazioni sono state chiuse: sta succedendo qualcosa.
Tornato finalmente a casa, Cliff trova Clara ad attenderlo. In qualche modo, qualcuno le ha recapitato un video in cui Caulder confessa ciò che ha fatto per creare Robotman e adesso ha finalmente compreso di aver ritrovato il vero padre scomparso 30 anni prima.

## Dad Patrol
- Diretto da: Amanda Row
- Scritto da: Tom Farrell e April Fitzsimmons

### Trama
Caulder è ben conscio che dovrà presto ricorrere a mezzi estremi pur di salvare il pianeta. La piccola Dorothy, infatti, sta cominciando a manifestare i primi segni di crescita, lasciando ben intendere che, nel momento in cui cesserà di essere una bambina, Candlemaker sarà libero di seminare la distruzione nel mondo. D’altro canto, il fisico dello stesso Caulder è in declino, da quando ha dovuto rinunciare alla propria immortalità, e comincia a mostrarne i primi segni. Pur comprendendo che dovrà uccidere la propria figlia, qualora la cosa dovesse rendersi necessaria, Caulder vuole passare il maggior tempo possibile insieme a lei e decide pertanto di farle godere la sua ultima giornata presso una fiera locale.
Cliff e la figlia Clara trovano il tempo di parlare e di legare tra di loro. Nonostante finisca col cuocere il dito mozzato che aveva precedentemente conservato nel congelatore, Cliff riesce comunque ad offrire alla figlia una colazione a base di pancakes. Quest’ultima annuncia di essere all'ultimo mese di gravidanza e di essere in procinto di sposarsi con un’altra donna, e invita il padre a partecipare al matrimonio. L’idea di avere un nipote e di essere stato invitato al matrimonio elettrizza Cliff, che desidera partecipare a tutti i costi alla cerimonia.
Jane viene costretta dalle personalità dell’Underground ad affrontare una prova estrema: dovrà tornare al pozzo (quello reale) per recuperare un giocattolo perso da Kay in occasione di uno dei tanti abusi del padre, o nella migliore delle ipotesi, perderà definitivamente il suo ruolo come principale. Nel peggiore dei casi, cesserà di esistere al pari delle altre personalità scomparse. Alla fine ritroverà il giocattolo perso, insieme ad una lettera che Miranda scrisse anni prima nei confronti del padre abusivo. Nell’Underground, Jane si scusa con Miranda dicendole di non avere avuto idea di quante sfide e difficoltà avesse dovuto affrontare per il bene di tutte, ma Miranda la getta giù per il pozzo, all'interno del quale Jane troverà i cadaveri di tutte le personalità scomparse finora.
Vic indaga su un omicidio, scoprendo in breve tempo che Roni ne è la responsabile. Decide quindi di affrontarla e scopre che Roni ha trafugato l’Uma Jelly del precedente episodio per curarsi e ha ora intenzione di vendicarsi nei confronti di chi le ha rovinato la vita. Vic e Roni si affrontano, ma nessuno dei due è in grado di fare sul serio nei confronti dell’altro. Roni decide quindi di allontanarsi.
Alla fiera, Kipling e Caulder discutono del fatto che dovranno porre fine alla vita di Dorothy, ma la ragazza, senza che i due lo abbiano ancora capito, è cresciuta più del previsto: proprio in quel momento il potere di Candlemaker ha cominciato a manifestarsi nella realtà, seminando il panico tra i presenti.

## Wax Patrol
- Diretto da: Christopher Manley
- Scritto da: Chris Dingess e Tanya Steele

### Trama
Herschel, uno degli amici immaginari di Dorothy, convoca la gang in aiuto spiegando dell’arrivo del Candlemaker. Tutti si offrono di affrontare la mostruosa evocazione, compreso un riluttante Cliff che ben comprende che ciò gli impedirà probabilmente di partecipare al matrimonio della figlia. Grazie all’aiuto di Flit, il gruppo al completo giunge quindi alla fiera, ormai trasformata in un inferno di cera nel quale ognuno è costretto ad affrontare le proprie paure, evocate sotto forma di amici immaginari grazie al potere di Candlemaker. Vic si ritrova a dover affrontare un cowboy con le fattezze del padre, Rita si scontra con una bambola di carta della sua infanzia, mentre Cliff affronta un Gesù immaginario che proviene dai tempi di un campeggio estivo al quale andò da bambino.
Larry viene subito fermato e trasformato in una statua di cera da Candlemaker, mentre Miranda viene trattenuta nell’Underground dalle altre personalità, che la accusano di aver preso una decisione avventata che nemmeno Jane si sarebbe mai sognata, in quanto Candlemaker ha già ucciso Baby Doll e Flaming Katy. L'avventatezza di tale scelta, presa senza consultare le altre entità dell'Underground, ricorda un passato evento del 1969, quando Miranda cominciò a frequentare un giovane uomo di nome John con il quale iniziò, dopo un lungo periodo di diffidenza dal sesso maschile, una relazione. Uomo che finì col tradirla dopo aver scoperto che quest’ultimo aveva organizzato un’orgia presso la loro casa. A quei tempi, devastata e piena di vergogna nei confronti di sé stessa e per aver tradito la fiducia delle sue altre personalità dell’Underground, Miranda decise quindi di suicidarsi gettandosi nel pozzo, cedendo il ruolo di Principale a Jane.
Vic, Rita e Cliff comprendono le paure che derivano dai loro amici immaginari, che altro non sono però se non personificazioni di Candlemaker. Vengono sconfitti e trasformati in statue di cera, uno per uno. Cliff, in particolare, viene anche completamente devastato e ridotto in rottami. Caulder cerca di trascinarsi verso una Dorothy terrorizzata da quanto sta succedendo, ma prima che sia in grado di raggiungerla, la madre Slava appare dal nulla e spiega alla bambina che spetta a lei e soltanto a lei porre fine alla minaccia di Candlemaker. Dorothy decide quindi di affrontarlo da sola.
Nel pozzo dell'Underground, Jane è ancora viva e nuota fino a ritrovare il cadavere della vera Miranda che si gettò anni prima: la personalità che si è finora spacciata per Miranda nell’Underground altro non è, infatti, che la personalità del mostruoso padre sotto mentite spoglie.